# Strijen
Strijen (anhörenⓘ) ist ein Ort und eine ehemalige Gemeinde in den Niederlanden, Provinz Zuid-Holland. Sie hatte am 30. September 2018 eine Einwohnerzahl von 8816. Ihre Gesamtfläche betrug 57,7 km², davon 7,44 km² Binnengewässer.
Die Gemeinde bestand aus dem Dorf Strijen, und drei kleinen Ortschaften. Darunter war Strijensas, das am Hollands Diep liegt und über einen Jachthafen verfügt. Sie wurde zum 1. Januar 2019 mit den Kommunen Cromstrijen, Korendijk, Oud-Beijerland sowie Binnenmaas zur neuen Gemeinde Hoeksche Waard zusammengelegt.

## Lage, Wirtschaft, Sehenswürdigkeiten
Das Dorf Strijen liegt auf der Insel Hoeksche Waard, nicht weit von Dordrecht. Die meisten Einwohner leben von der Viehzucht, oder sind Pendler, die in Rotterdam oder Dordrecht arbeiten.
In Strijen steht eine spätgotische Dorfkirche aus dem 15. Jahrhundert.

## Geschichte
Eine Urkunde, nach der Strijen schon 992 gegründet worden wäre, hat sich als Fälschung herausgestellt. Der Ort dankt seinen Namen einem kleinen Bach namens Striene. Strijen bestand immerhin schon im 13. Jahrhundert. Die St. Elisabethsflut (1421) trennte es vom heutigen Noord-Brabant. Das Dorf brannte 1759 größtenteils nieder. Weitere Katastrophen waren eine Bombardierung am 14. Mai 1940, als im Zweiten Weltkrieg auch Rotterdam getroffen wurde, und die Flutkatastrophe von 1953.

## Politik

### Fusion
Die Gemeinden Binnenmaas, Cromstrijen, Korendijk, Oud-Beijerland und Strijen wurden zum 1. Januar 2019 zu einer neuen Gemeinde mit dem Namen Hoeksche Waard zusammengeschlossen.

### Sitzverteilung im Gemeinderat
Die Kommunalwahlen vom 19. März 2014 ergaben folgende Sitzverteilung:
| Partei           | Sitze | Sitze | Sitze | Sitze |
| Partei           | 2002  | 2006  | 2010  | 2014  |
| ---------------- | ----- | ----- | ----- | ----- |
| CDA              | 4     | 4     | 3     | 3     |
| VVD              | 3     | 3     | 3     | 3     |
| Strijens Belang  | 2     | 2     | 2     | 2     |
| GroenLinks       | 1     | 1     | 2     | 2     |
| ChristenUnie/SGP | —     | —     | —     | 2     |
| PvdA             | 2     | 3     | 2     | 1     |
| ChristenUnie     | —     | —     | 1     | —     |
| SGP              | 1     | 0     | 0     | —     |
| Gesamt           | 13    | 13    | 13    | 13    |

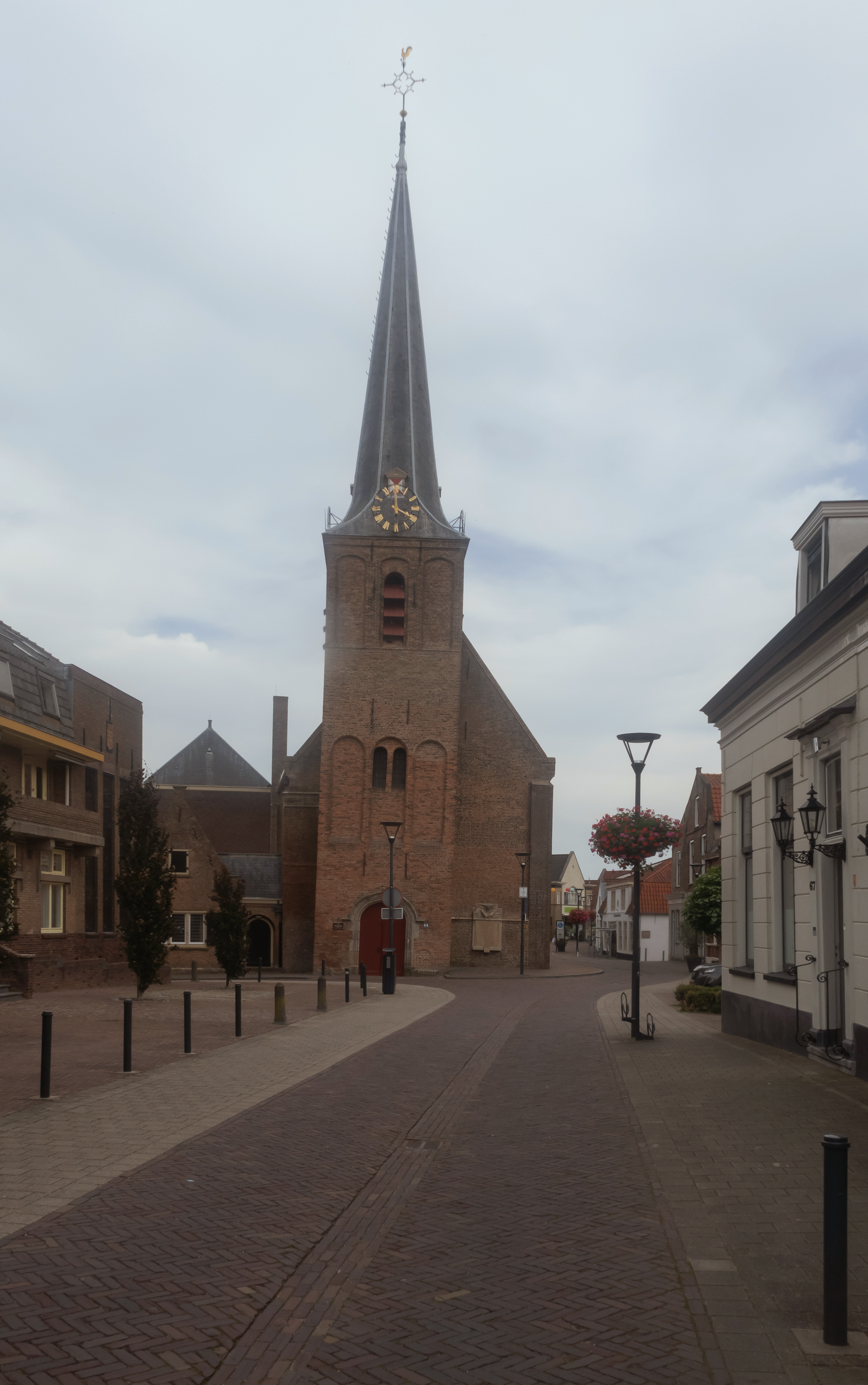
Kirche: die Grote- oder Sint Lambertuskerk

Aufgrund der Fusion zum 1. Januar 2019 fanden die Wahlen für den Rat der neuen Gemeinde Hoeksche Waard am 21. November 2018 statt.

### Bürgermeister
Vom 10. Oktober 2016 bis zum 31. Dezember 2018 war Jan Waaijer (CDA) kommissarischer Bürgermeister der Gemeinde. Zu seinem Kollegium zählten die Beigeordneten Geràldo Janssen (CDA), Wilko van Tilborg (VVD), Paulien Tanja (PvdA) sowie der Gemeindesekretär Marko Does.

## Söhne und Töchter der Gemeinde
- Jan Egbert de Vries (* 1944), Immunologe
- Anton Corbijn (* 1955), Fotograf und Filmregisseur